# 南记食家
南记食家（英語：Nam Kee）是一家中国连锁餐厅，位于荷兰阿姆斯特丹。主打潮州菜。

## 历史

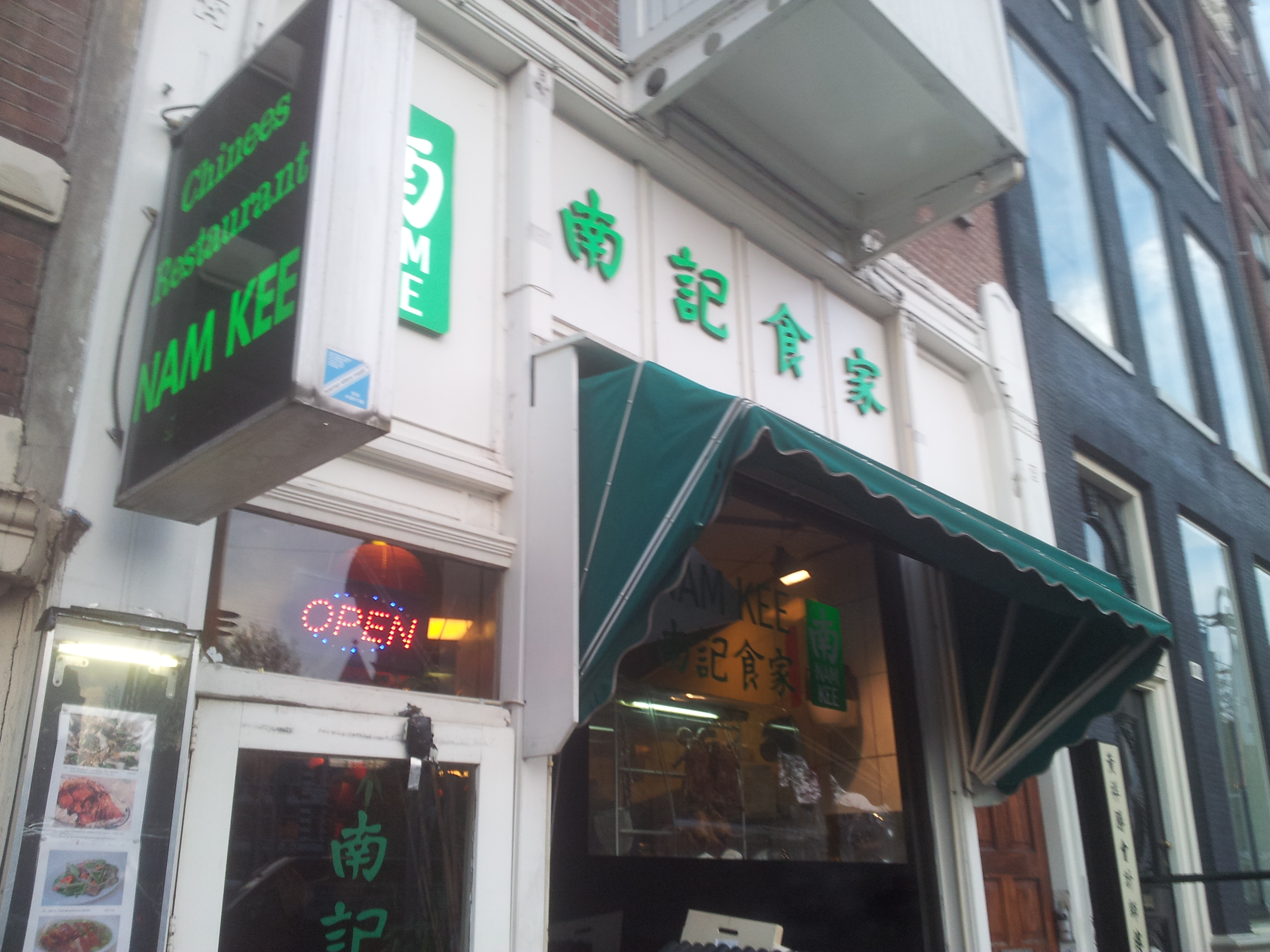
Nam Kee Nieuwmarkt aan de Geldersekade in Amsterdam

1981年首家餐厅在阿姆斯特丹唐人街的善德街开业，1992年侨德仕街分店开业，2010年玛丽·海涅肯广场分店开业。
2000年一位荷兰小说家出版《南记的牡蛎》，后拍摄成一部剧情片，导致该餐厅在荷兰出名。
《纽约时报》评价其为阿姆斯特丹标志。